# Len Carlson
Pour les articles homonymes, voir Carlson.
Len Carlson est un acteur canadien né le 2 septembre 1937 et décédé le 26 janvier 2006 en Ontario.

## Filmographie
- 1966 : Robin Fusée (Rocket Robin Hood) (série télévisée) : Rocket Robin Hood (substitute 1968-1969) (voix)
- 1967 : L'Homme-araignée (Spider-Man) (série télévisée) : Green Goblin / Parafino / Bolton / Jan Caldwell / Captain Ned Stacy / Vegio (voix)
- 1974 : The Undersea Adventures of Captain Nemo (en) (série télévisée) : Captain Marc Nemo / Dr. MacPherson (voix)
- 1980 : The Christmas Raccoons (en) (TV) : Bert Raccoon (voix)
- 1981 : The Raccoons on Ice (en) (TV) : Bert Raccoon (voix)
- 1983 : The Raccoons and the Lost Star (en) (TV) : Bert Raccoon / Pig General (voix)
- 1984 : The Raccoons: Let's Dance! (en) (vidéo) : Bert Raccoon (voix)
- 1985 : Jayce et les Conquérants de la Lumière (Jayce and the Wheeled Warriors) (série télévisée) : Herc Stormsailer / Terror Tank
- 1986 : The Marriage Bed (TV) : Harvey Neilson
- 1986 : Popples (série télévisée) : Putter (voix)
- 1987 : Hello Kitty's Furry Tale Theater (série télévisée) : Papa Kitty (voix)
- 1987 : Dinosaucers (série télévisée) : Quackpot / Allo (voix)
- 1987 : Alf (ALF: The Animated Series) (série télévisée) : Sargent Staff, Cantfayl (voix)
- 1988 : Police Academy (série télévisée) : Captain Harris (voix)
- 1988 : COPS (Centre d'opération de police spéciale) (C.O.P.S.) (série télévisée) : Brandon 'Big Boss' Babel / Sgt. Colt 'Mace' Howard / Walker 'Sundown' Calhoun (voix)
- 1988 : RoboCop (série télévisée) : Voices (voix)
- 1989 : Beetlejuice (série télévisée) : Additional Voices (voix)
- 1989 : Captain N (Captain N: The Game Master) (série télévisée) : Additional Voices (voix)
- 1989 : The Super Mario Bros. Super Show! (série télévisée) : Ganon, Moblins (voix)
- 1990 : Captain N & the Adventures of Super Mario Bros. 3 (série télévisée) : Ganondorf "Ganon" Dragmire / Additional Voices (voix)
- 1990 : Le Prince Casse-noisette (The Nutcracker Prince) : King / Mouse / Court Attendant / Band Member #2 / Spectator / Soldier (voix)
- 1991 : Swamp Thing (série télévisée) : Swamp Thing
- 1991 : Hammerman (série télévisée) (voix)
- 1995 : 20 000 lieues dans l'espace (Space Strikers) (série télévisée) : Dacar (voix)
- 1996 : Shyness (voix)
- 1996 : L'Histoire sans fin (Die Unendliche Geschichte) (série télévisée) : Vermin (voix)
- 1996 : Monster by Mistake (série télévisée) : Gorgool (voix)
- 1997 : Donkey Kong Country (série télévisée) : Gen. Klump (Season 1) (voix)
- 1998 : Birdz (en) (série télévisée) : Mr. Pip (voix)
- 1998 : Motel : Grafton
- 1998 : Pippi Longstocking (série télévisée) : Thunderkarlson (voix)
- 1998 : Collège Rhino Véloce (Flying Rhino Junior High) (série télévisée) : Principal Mulligan (voix)
- 1998 : Rolie Polie Olie (série télévisée) : Pappy
- 2001 : Pecola (série télévisée) : Officer Kumada (voix)
- 2001 : Médabots (Medabots) (série télévisée) : Doctor Meta-Evil, Hobson (Koji's manservant), Samurai (voix)
- 2002 : Cyberchase (série télévisée) : Buzz (voix)
- 2002 : Rolie Polie Olie: The Great Defender of Fun (vidéo) : Pappy, TV Announcer (voix)
- 2002 : Cypher : Speaker #3 Boise
- 2003 : Rolie Polie Olie: The Baby Bot Chase (vidéo) : Spaceboy Announcer
- 2004 : Atomic Betty (série télévisée) : Minimus PU (voix)